# SwePub
SwePub är en söktjänst för vetenskapliga publikationer vid svenska lärosäten.
Genom SwePub, som administreras av Kungliga Biblioteket (KB), kan man söka vetenskapliga publikationer i form av tidskriftsartiklar, böcker, doktors- och licentiatavhandlingar, bokkapitel, forskningsrapporter, recensioner, konstnärliga arbeten mm. En del av dem kan läsas i fulltext. Ett trettiotal svenska universitet, högskolor och forskningsinstitutioner levererar data till SwePub. SwePub lanserades 26 november 2009. Det innebar ett viktigt steg för att göra det som forskare i Sverige publicerar mer tillgängligt än tidigare, inte minst i elektronisk form. På sikt kommer innehållet i SwePub att integreras i Libris söktjänst.  